# Stelis xiphizusa
Stelis xiphizusa är en orkidéart som först beskrevs av Heinrich Gustav Reichenbach och Josef Ritter von Rawicz Warszewicz, och fick sitt nu gällande namn av Alec M. Pridgeon och Mark W. Chase. Stelis xiphizusa ingår i släktet Stelis och familjen orkidéer. Inga underarter finns listade i Catalogue of Life.